# Leopoldo di Baden
Leopoldo I di Baden (Karlsruhe, 29 agosto 1790 – Karlsruhe, 24 aprile 1852) fu granduca di Baden dal 1830 fino alla sua morte.

## Biografia

### Infanzia
Leopoldo era il figlio primogenito del margravio Carlo Federico di Baden e della sua seconda moglie, la baronessa Luisa Carolina Geyer von Geyersberg.
Dal momento che il matrimonio tra il Margravio e Luisa Carolina venne visto come non eguale a livello di titoli, venne dichiarato morganatico e il risultato fu che gli eredi nati da questa unione non avrebbero potuto, secondo le leggi della casa di Zähringen, succedere al trono di Baden. Luisa Carolina ottenne il titolo di Baronessa e successivamente di Contessa di Höchberg, titoli che vennero riservati anche ai suoi figli.
Baden ottenne nuovi territori nell'ambito delle guerre napoleoniche. Come risultato, il Margravio Carlo Federico venne elevato al titolo di Principe-Elettore del Sacro Romano Impero (Kurfurst). Con lo sciogliemento dell'Impero nel 1806, ottenne il titolo di Granduca di Baden.

### Carriera militare
Dal momento che erano nati molti discendenti dal primo matrimonio di Carlo Federico con Carolina d'Assia-Darmstadt, nessuno dei figli derivati dalla linea di Hochberg aveva previsto per la propria vita di accedere ai diritti dinastici. Senza prospettive di avanzamento nel Baden e un po' amareggiato, Leopoldo di Hochberg, intraprese una carriera come ufficiale nell'esercito francese.
A partire dal 1817, gli eventi diedero un drammatico cambiamento alla situazione del ramo di Hochberg quando essi divennero gli unici eredi in linea maschile di Carlo Federico. Uno per uno, infatti, tutti i figli maschi della Casa di Baden erano morti senza eredi maschi discendenti. Nel 1817, solo due Baden persistevano, il granduca regnante Carlo II di Baden e suo zio, anziano e senza eredi, Luigi. Entrambi morirono e la dinastia dovette affrontare seri problemi di successione.

### Matrimonio
Il 25 luglio 1819, Leopoldo sposò la propria pronipote Sofia Guglielmina di Svezia (21 maggio 1801 - 6 luglio 1865), figlia maggiore del re Gustavo IV Adolfo di Svezia e della regina consorte Federica, la quale era figlia del granduca ereditario Carlo Luigi di Baden (fratellastro di Leopoldo).

### Problemi di successione
Una serie di accordi stabilì che il Baden sarebbe passato ai Wittelsbach, re di Baviera all'estinzione degli Zähringen. Il re Massimiliano I di Baviera aveva inoltre sposato la sorella maggiore di Carlo, Carolina. Come risultato, Massimiliano ebbe delle pretese motivate sul Baden sottostando alle normali regole d'ereditarietà e secondo vari accordi che favorirono questa sua linea di pensiero. A seguito del Congresso di Vienna, un trattato del 16 aprile 1816 tra Baviera e Austria assicurò i diritti di successione ai Wittelsbach.
Per salvare la propria dinastia dall'estinzione, il granduca Carlo aveva necessità di trovare una via per preservare la linea degli Zähringen. Secondo un accordo del 1817 Carlo prescrisse una nuova legge di successione secondo la quale i conti di Hochberg sarebbero divenuti principi e principesse di Baden con pieni diritti dinastici. Leopoldo di Hochberg divenne erede al trono assieme al fratellastro Luigi.
Nel 1818, Carlo garantì una costituzione liberale allo stato di Baden. Questa costituzione assicurò inoltre i diritti di successione a Luisa Carolina Geyer von Geyersberg. Inizialmente, il 10 luglio 1819, molti mesi dopo la morte di Carlo, le grandi potenze europee (Gran Bretagna, Francia, Austria, Russia e Prussia) aderirono con la Baviera e con il Baden nel Trattato di Francoforte il quale riconosceva i diritti di successione alla linea di Hochberg.
Il granduca Carlo morì l'8 dicembre 1818, e venne succeduto dallo zio, il granduca Luigi I. Per rafforzare lo status del suo fratellastro ed erede, Luigi organizzò per il nuovo principe Leopoldo un matrimonio con Sofia, figlia del re Gustavo IV Adolfo di Svezia, e della sorella del granduca Carlo di Baden, Federica.

### Granduca di Baden

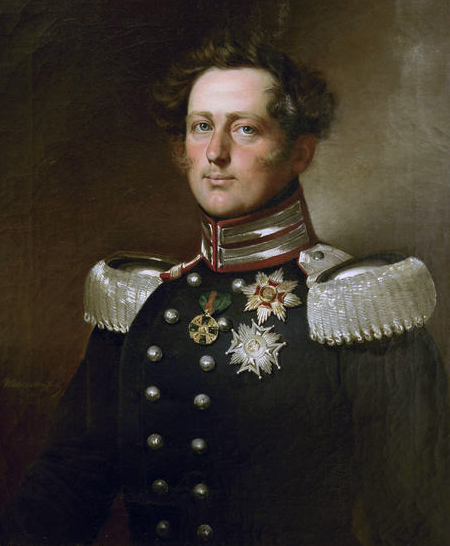
Leopoldo di Baden ritratto da Franz Xaver Winterhalter nel 1832

Quando Luigi morì il 30 marzo 1830, egli era l'unico maschio della casa di Baden non discendente da un matrimonio morganatico. Leopoldo gli succedette come Granduca, mettendo fine alla contesa dinastica.

## Discendenza
Sofia Guglielmina di Svezia e Leopoldo ebbero i seguenti eredi:
- Alessandrina (1820-1904), sposò il duca Ernesto II di Sassonia-Coburgo-Gotha (1818-1893);
- Luigi (nato e morto nel 1822);
- Luigi (1824-1858), granduca di Baden;
- Federico (1826-1907), granduca di Baden, sposò Luisa di Prussia (1838-1923);
- Guglielmo (1829-1897), principe di Baden, generale prussiano, sposò Maria di Leuchtenberg;
- Carlo (1832-1906), sposò morganaticamente Rosalie von Beust;
- Maria (1834-1899), sposò il principe Ernesto Leopoldo di Leiningen (1830-1904);
- Cecilia (1839-1891), conosciuta come Ol'ga Fëdorovna, sposò il granduca Michele di Russia (1832-1909), governatore generale di Tbilisi.

## Ascendenza
|                                      |                                         |                                         | Genitori                            |  |  | Nonni |  |  | Bisnonni                             |  |  | Trisnonni                     |  |
|                                      |                                         |                                         |                                     |  |  |       |  |  | Carlo III Guglielmo di Baden-Durlach |  |  | Federico VII di Baden-Durlach |  |
|                                      |                                         |                                         |                                     |  |  |       |  |  | Carlo III Guglielmo di Baden-Durlach |  |  | Federico VII di Baden-Durlach |  |
|                                      |                                         | Augusta Maria di Holstein-Gottorp       |                                     |  |  |       |  |  | Carlo III Guglielmo di Baden-Durlach |  |  |                               |  |
| Federico di Baden-Durlach            |                                         |                                         |                                     |  |  |       |  |  | Carlo III Guglielmo di Baden-Durlach |  |  |                               |  |
|                                      |                                         | Maddalena Guglielmina di Württemberg    | Guglielmo Ludovico di Württemberg   |  |  |       |  |  |                                      |  |  |                               |  |
|                                      |                                         | Maddalena Guglielmina di Württemberg    | Guglielmo Ludovico di Württemberg   |  |  |       |  |  |                                      |  |  |                               |  |
|                                      |                                         | Maddalena Guglielmina di Württemberg    | Maddalena Sibilla d'Assia-Darmstadt |  |  |       |  |  |                                      |  |  |                               |  |
| Carlo Federico di Baden              |                                         | Maddalena Guglielmina di Württemberg    |                                     |  |  |       |  |  |                                      |  |  |                               |  |
|                                      |                                         | Giovanni Guglielmo Friso d'Orange       | Enrico Casimiro II di Nassau-Dietz  |  |  |       |  |  |                                      |  |  |                               |  |
|                                      |                                         | Giovanni Guglielmo Friso d'Orange       | Enrico Casimiro II di Nassau-Dietz  |  |  |       |  |  |                                      |  |  |                               |  |
|                                      |                                         | Giovanni Guglielmo Friso d'Orange       | Enrichetta Amalia di Anhalt-Dessau  |  |  |       |  |  |                                      |  |  |                               |  |
| Amalia di Nassau-Dietz               |                                         | Giovanni Guglielmo Friso d'Orange       |                                     |  |  |       |  |  |                                      |  |  |                               |  |
|                                      |                                         | Maria Luisa d'Assia-Kassel              | Carlo I d'Assia-Kassel              |  |  |       |  |  |                                      |  |  |                               |  |
|                                      |                                         | Maria Luisa d'Assia-Kassel              | Carlo I d'Assia-Kassel              |  |  |       |  |  |                                      |  |  |                               |  |
|                                      |                                         | Maria Luisa d'Assia-Kassel              | Amalia di Curlandia                 |  |  |       |  |  |                                      |  |  |                               |  |
| Leopoldo di Baden                    |                                         | Maria Luisa d'Assia-Kassel              |                                     |  |  |       |  |  |                                      |  |  |                               |  |
|                                      | Christian Heinrich Geyer von Geyersberg | …                                       |                                     |  |  |       |  |  |                                      |  |  |                               |  |
|                                      | Christian Heinrich Geyer von Geyersberg | …                                       |                                     |  |  |       |  |  |                                      |  |  |                               |  |
|                                      | Christian Heinrich Geyer von Geyersberg | …                                       |                                     |  |  |       |  |  |                                      |  |  |                               |  |
| Ludwig Heinrich Geyer von Geyersberg | Christian Heinrich Geyer von Geyersberg |                                         |                                     |  |  |       |  |  |                                      |  |  |                               |  |
|                                      |                                         | Christianne Philippa von Thümel         | …                                   |  |  |       |  |  |                                      |  |  |                               |  |
|                                      |                                         | Christianne Philippa von Thümel         | …                                   |  |  |       |  |  |                                      |  |  |                               |  |
|                                      |                                         | Christianne Philippa von Thümel         | …                                   |  |  |       |  |  |                                      |  |  |                               |  |
| Luisa Carolina Geyer di Geyersberg   |                                         | Christianne Philippa von Thümel         |                                     |  |  |       |  |  |                                      |  |  |                               |  |
|                                      |                                         | Johann Rudolph von Hedwiger von Sponeck | …                                   |  |  |       |  |  |                                      |  |  |                               |  |
|                                      |                                         | Johann Rudolph von Hedwiger von Sponeck | …                                   |  |  |       |  |  |                                      |  |  |                               |  |
|                                      |                                         | Johann Rudolph von Hedwiger von Sponeck | …                                   |  |  |       |  |  |                                      |  |  |                               |  |
| Maximiliana Christiane von Sponeck   |                                         | Johann Rudolph von Hedwiger von Sponeck |                                     |  |  |       |  |  |                                      |  |  |                               |  |
|                                      |                                         | Wilhelmine Louise von Hoff              | …                                   |  |  |       |  |  |                                      |  |  |                               |  |
|                                      |                                         | Wilhelmine Louise von Hoff              | …                                   |  |  |       |  |  |                                      |  |  |                               |  |
|                                      |                                         | Wilhelmine Louise von Hoff              | …                                   |  |  |       |  |  |                                      |  |  |                               |  |
|                                      |                                         | Wilhelmine Louise von Hoff              |                                     |  |  |       |  |  |                                      |  |  |                               |  |